# Gurniá
Gurniá (en griego Γουρνιά, a veces transcrito erróneamente como Gournia) es un yacimiento arqueológico minoico situado en Creta, 15 km al norte de la ciudad de Yerápetra. Gurniá está en la cima de una colina situada a unos centeneres de metros de la bahía de Mirabello. El lugar fue excavado a principios del siglo XX por Harriet Boyd-Hawes.
No se conoce el nombre del lugar en época minoica. Gurniá, que significa "abrevadero", fue el nombre que se le dio cuando se hallaron en el lugar numerosos depósitos de agua.
Al parecer, el lugar estuvo ocupado desde el minoico antiguo (en torno a 2300 a. C.) y hay signos de ocupación de comienzos del minoico medio, pero los principales edificios se construyeron en el minoico medio III o el minoico reciente. Entre los edificios principales se encontraba un edificio palacial de 50 x 37 metros, seguramente sede de un señor local, situado en la cima de la colina. La ciudad fue destruida en el minoico reciente, al mismo tiempo que los demás palacios principales de la isla, hacia el 1450 a. C. Unos cincuenta años después se volvió a ocupar. Entre las particularidades de esta nueva ocupación destaca un santuario con banco situado al norte del palacio en el que se hallaron varias estatuillas de terracotas de diosas de brazos levantados, una mesa de ofrendas y jarrones del tipo de tubos de serpientes. Su definitivo abandono tuvo lugar en torno a 1200 a. C.